# Parlement roumain
Xe législature (en)
Grande Assemblée nationale
Palais du Parlement
Le Parlement roumain (en roumain : Parlamentul României) est l'institution chargée de l'exercice du pouvoir législatif, constituant et du contrôle du gouvernement en Roumanie.
Il est composé de la Chambre des députés et le Sénat, qui siègent au palais du Parlement, à Bucarest.

## Composition
Le Parlement est organisé de façon bicamérale, entre la Chambre des députés (Camera Deputaților) et le Sénat (Senatul), élues pour quatre ans au suffrage universel direct.
La Chambre des députés compte un siège pour 73 000 habitants (ou fraction de 37 500), le Sénat un membre pour 168 000 habitants (ou fraction de 96 000)[Quoi ?]. Le nombre de sièges est défini dans les 43 circonscriptions plurinominales (41 județe, Bucarest et les expatriés), aucune ne pouvant compter moins de quatre députés ou deux sénateurs.